# Остракоди
Остракодите (Ostracoda) са клас животни от тип Членестоноги (Arthropoda).
Таксонът е описан за пръв път от Пиер-Андре Латрей през 1802 година.

## Разреди
Подклас Myodocopa
- Myodocopida
- Halocyprida

Подклас Podocopa
- Palaeocopida
- Platycopida
- Podocopida